# Driver: San Francisco
Driver San Francisco — п'ята гра із серії Driver. Відеогра, аркадного стилю водіння, розроблена компанією Ubisoft Reflections і опублікована Ubisoft. Гра офіційно була представлена на E3 2010 і була випущенна в Австралії 1 вересня 2011 року, в Європі 2 вересня, в Північній Америці 6 вересня 2011 на PlayStation 3, Xbox 360 і OnLive, в той час як версія для Microsoft Windows була випущена 27 вересня 2011.

## Сюжет
Дія розгортається через кілька місяців після подій Driv3r.
Джон Таннер і Чарльз Джеріко вижили після перестрілки в Стамбулі і повернулися в США. Переїхавши з Маямі в Сан-Франциско, Таннер продовжує патрулювати вулиці міста.
Джеріко повинні винести вирок суду. Він встигає укласти договір з відомим ув'язненим Руфусом.
Чарльз вимагає 30 мільйонів доларів у Руфуса в обмін на втечу. Руфусу вдається передати Джеріко капсулу з кислотою. Джеріко під конвоєм везуть до суду.
Він розкриває капсулу і руйнує кайдани. Нейтралізувавши охорону, він захоплює автозак. Таннер поспішає на перехоплення, але потрапляє в пастку Джеріко.
У спробі втекти від броньованого фургона з Джеріко за кермом, Таннер попадає під фургон .
Дивом виживши, він впадає в кому. Лежачи в лікарняній палаті, він чує уривки Новини  теленовин та інтерпретує їх у своїй підсвідомості.
Джеріко викрадає аміак і платину. Якщо їх з'єднати , можна отримати ціанід водню, отруйний вибухонебезпечний газ. Але Джеріко просто блефує, відволікаючи увагу поліції від в'язниці в центрі міста.
Усвідомивши це, Таннер зусиллям волі ледве виходить з коми, взявши у свого напарника, Тобіаса Джонса ключі від його машини. Таннер помчав в центр.
Тим часом Джеріко створює величезну димову завісу в центрі міста, імітуючи вибух ціаніда водню, звільнивши Руфуса.
Помітивши Таннера, Джеріко кидається навтіки, давши Руфусу час втекти. Ураганна гонитва фінішує на складі. Таннер і Джеріко йдуть на таран. В останню мить Тобіас Джонс вдарив машину Джеріко в бік, не давши Таннеру розбити його (тобто Джонса) тачку.
Джеріко знову потрапив у в'язницю, до свого незадоволення.
Під час титрів видна гонитва Таннера за порушником. Імовірно, це Руфус.

## Особливості гри
- Гра в кіно. Відчуйте неприборканий азарт автомобільної погоні! Ефектні пробуксовки, довгі замети, різкі повороти і високошвидкісне лавірування в щільному потоці машин «Driver Сан-Франциско» за видовищністю не поступається найкращим кіноблокбастерам. За кермом кожного з більш ніж сотні ліцензованих авто ви відчуєте себе героєм голлівудського бойовика.

- Нескінченне полювання. Станьте головною дійовою особою гостросюжетної історії! Ваш герой - детектив Таннер, невпинно переслідує відомого мафіозі Джеріко. Повірте, у нього є особисті причини для ненависті. Він повинен вижити в цій божевільній гонці по Сан-Франциско і вчинити відплату.

- Машина - друг детектива. Дивом виживши після страшної автокатастрофи, Таннер знайшов унікальну здатність, що активується на клавішу Shift, та дозволяє миттєво переміщатися з однієї машини в іншу. Моментально міняйте авто в ході погоні на більш швидке, міцне або потужне. Не виключено, що вам навіть вдасться взяти під контроль транспортний засіб противника.

- Ех, дороги! Вам відкрито більше двохсот кілометрів доріг чудового Сан-Франциско. Ви проїдете по мосту «Золоті ворота» і побачите всі визначні пам'ятки і знамениті красоти цього розкішного міста. Переміщаючись з однієї машини в іншу, ви зможете поглянути на мегаполіс з самих різних ракурсів.

- Скажений трафік. Змагайтеся з іншими драйверами в дев'ятнадцятьох динамічних багатокористувацьких режимах! Функція Shift дозволить вам вчасно опинятися в потрібному місці. Грайте з друзями по мережі або на розділеному екрані.

- І багато іншого. Записуйте свої самі видовищні заїзди і погоні, редагуйте ролики і обмінюйтеся ними з друзями. Перевірте свої водійські навички в двадцятьох випробуваннях і в вісімдесятьох «викликах» на вулицях міста. Ну а піднімуть настрій і підхлеснуть на нові звершення більше шістдесяти музичних композицій відомих виконавців, а також оригінальна тема Driver.

- Також один цікавий факт з гри. Ворони в грі попереджають вибух. Якщо уважно придивитися до сцен де присутні вибухи, то ви побачите чорних воронів.

## Ігровий процес
Гра схожа на попередні ігри серії. Гравець управляє Джоном Таннером в різних місіях на вулицях Сан-Франциско. Нова функція «Shift » дозволяє Таннеру переміщатися в інший автомобіль і продовжувати виконання місії . Вперше в серії, у грі присутні понад 120 ліцензованих автомобілів, що повністю руйнуються, включаючи Dodge Challenger, Dodge Viper, Alfa Romeo, Ruf Automobile  Ruf, Pagani Zonda і DeLorean DMC - 12. Прибрана можливість вийти з автомобіля, введена в Driver 2. Гра має одну з найбільших ігрових територій, це 335 км доріг. Вперше доступна можливість грати через інтернет у дев'яти різних ігрових режимах.
Гра складається з 7 глав.

## Список автомобілів
Ubisoft випустила повний список з 125 ліцензованих автомобілів які будуть доступні в Driver San Francisco. Список показує різноманітність автомобілів, представлених в грі - від звичайних серійних автомобілів, які можна зустріти в будь-якому місті, до майже концептуальних моделей суперкарів або дуже рідкісних автомобілів.
1. Abarth 500 (2008)
2. Abarth Fiat 695 ss Assetto Corse (1970)
3. Alfa Romeo 159 Ti (2009)
4. Alfa Romeo 8C Competizione (2007)
5. Alfa Romeo Giulia TZ2 (1965)
6. Alfa Romeo Giulietta (2010)
7. Alfa Romeo Mito (2009)
8. Alfa Romeo Spider Duetto (1966)
9. AMC Pacer (1980)
10. Aston Martin Cygnet (2011)
11. Aston Martin DB5 (1963)
12. Aston Martin DB9 Volante (2010)
13. Aston Martin Rapide (2010)
14. Aston Martin V12 Vantage (2010)
15. Audi A4 2.0 TFSI (2010)
16. Audi Q7 4.2 FSI quattro (2010)
17. Audi R8 5.2 FSI quattro (2010)
18. Audi RS 6 Avant (2008)
19. Audi S5 Coupe (2010)
20. Audi Sport quattro S1 – Rally (1985)
21. Audi TT RS Coupe (2010)
22. Bentley Arnage T (2005)
23. Bentley Continental Supersports (2010)
24. Cadillac CTS-V (2010)
25. Cadillac DTS (2010)
26. Cadillac Eldorado (1959)
27. Cadillac Escalade (2007)
28. Cadillac Escalade – Cop (2007)
29. Cadillac XLR-V (2009)
30. Chevrolet Bel Air (1957)
31. Chevrolet Blazer (2001)
32. Chevrolet C10 (1965)
33. Chevrolet C10 – Tow-Truck (1965)
34. Chevrolet Camaro SS (1968)
35. Chevrolet Camaro SS – Jones’ car (2010)
36. Chevrolet Camaro Z28 (1986)
37. Chevrolet Chevelle SS (1970)
38. Chevrolet Corvette (1960)
39. Chevrolet Corvette Z06 – Drift (2009)
40. Chevrolet Corvette ZR1 (2010)
41. Chevrolet Corvette ZR1 – Cop (2010)
42. Chevrolet El Camino (1973)
43. Chevrolet Impala (2006)
44. Chevrolet Impala – Taxi (2006)
45. Chevrolet Volt (2011)
46. DeLorean DMC-12 (1983)
47. Dodge Challenger RT – Tanner’s car (1970)
48. Dodge Challenger SRT8 (2009)
49. Dodge Charger RT (1969)
50. Dodge Charger SRT8 (2009)
51. Dodge Charger SRT8 – Cop (2009)
52. Dodge Grand Caravan (2009)
53. Dodge Grand Caravan – Taxi (2009)
54. Dodge Monaco (1974)
55. Dodge Monaco – Cop (1974)
56. Dodge Neon (2002)
57. Dodge Ram 3500 Laramie (2010)
58. Dodge Ram SRT10 – Jericho’s car (2006)
59. Dodge Viper SRT10 ACR (2009)
60. Ford Crown Victoria (1999)
61. Ford Crown Victoria – Cop (1999)
62. Ford Crown Victoria – Taxi (1999)
63. Ford F-150 XLT SuperCrew (2010)
64. Ford F-350 Super Duty (2008)
65. Ford Gran Torino (1974)
66. Ford GT (2006)
67. Ford Mustang Convertible (2008)
68. Ford Mustang GT Fastback (1968)
69. Ford Mustang Mach 1 (1973)
70. Ford RS200 – Rally (1985)
71. Ford Shelby GT500 (2010)
72. Ford Taurus SHO (2010)
73. GMC C5500 (2008)
74. GMC C5500 – Ambulance (2008)
75. GMC Savana – News Van (2005)
76. GMC Sierra (1998)
77. GMC Sierra – Monster Truck (1998)
78. GMC Vandura (1983)
79. Hudson Hornet (1951)
80. Hummer H3X (2009)
81. Jaguar E-Type (1966)
82. Jaguar XFR (2010)
83. Jaguar XKR (2010)
84. Jeep Wrangler (1988)
85. Lamborghini Countach LP400S (1978)
86. Lamborghini Diablo VT (1994)
87. Lamborghini Gallardo LP560-4 (2009)
88. Lamborghini Jalpa (1986)
89. Lamborghini Miura (1972)
90. Lamborghini Murcielago LP640 (2007)
91. Lamborghini Murcielago LP670-4 SV (2009)
92. Lancia Stratos – Rally (1974)
93. Lincoln Town Car (2010)
94. Maserati GranTurismo S (2008)
95. McLaren F1 (1997)
96. McLaren MP4-12C (2011)
97. McLaren SLR (2008)
98. Nissan 370Z (2009)
99. Nissan 370Z – Drift (2009)
100. Nissan GT-R (2010)
101. Nissan Skyline GT-R (R33) – Drift (1998)
102. Oldsmobile Cutlass 442 (1970)
103. Oldsmobile Vista Cruiser (1972)
104. Pagani Zonda Cinque (2009)
105. Pontiac GTO The Judge (1970)
106. Pontiac Lemans (1971)
107. Pontiac Solstice GXP (2009)
108. Pontiac Solstice GXP – Drift (2009)
109. Pontiac Trans Am (1975)
110. Pontiac Trans Am (1977)
111. Pontiac Trans Am (1980)
112. Range Rover Sport Supercharged (2010)
113. Ruf CTR 3 (2010)
114. Ruf CTR Yellow Bird (1987)
115. Ruf RK Coupe (2010)
116. Ruf RK Spyder (2009)
117. Ruf Rt 12 (2010)
118. Shelby Cobra 427 (1966)
119. Shelby GT500 (1967)
120. Volkswagen Camper (1965)
121. Volkswagen Scirocco R (2009)
122. Volkswagen Scirocco R – Rally (2009)
123. Volkswagen Baja Buggy (1963)
124. Volkswagen Beetle (1963)
125. Volkswagen Beetle Convertible (2009)

## Нагороди
- Найкраща гоночна гра E3  E3 2010 від Ripten.
- Була номінована Kotaku, як найкраща ігрова механіка E3 2010.

## Цікаві факти
- Одним із символів справжнього Сан Франциско є канатний трамвай. Однак у Reflections вирішили обмежитися лише трамвайними шляхами (самого трамвая в грі немає). Що виглядає досить дивно.